# Глинско
Глинско (на словенски: Glinsko) е село в Словения, Савински регион, община Целе. Според Националната статистическа служба на Република Словения през 2015 г. селото има 45 жители.